# Paljukkajärvi (sjö i Finland)
Paljukkajärvi är en sjö i Finland. Den ligger i kommunen Enontekis i landskapet Lappland, i den norra delen av landet, 900 km norr om huvudstaden Helsingfors. Paljukkajärvi ligger 342,1 meter över havet. Arean är 12,3 hektar och strandlinjen är 1,46 kilometer lång. Sjön  ingår i Torne älvs huvudavrinningsområde. 